# چرخ‌ریسک سرسیاه

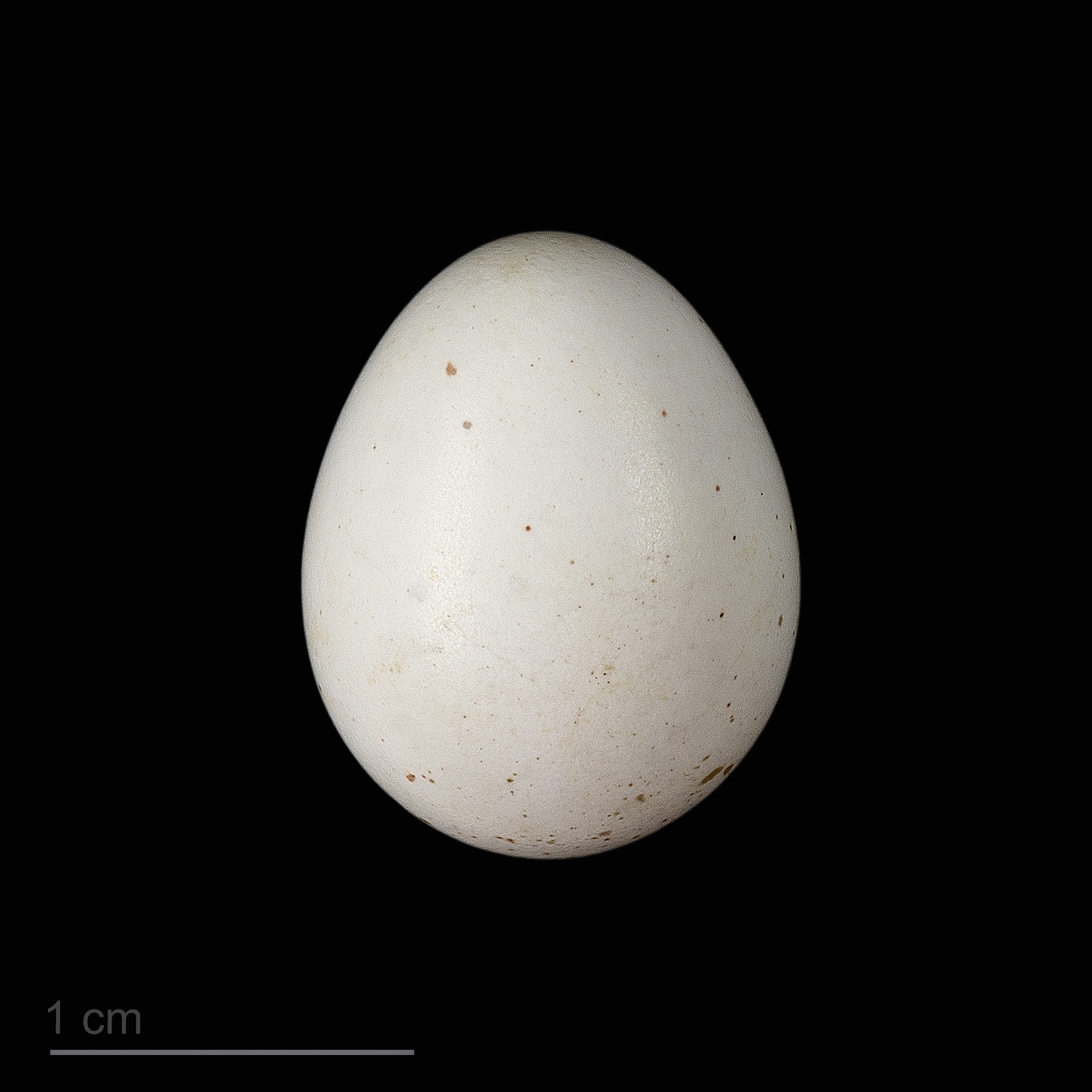
Poecile lugubris

چرخ‌ریسک سرسیاه یا چرخ‌ریسک غمگین (نام علمی: Poecile lugubris) نام یک گونه از سرده پوسیل است.